# Сими-Валли
Сими-Валли (англ. Simi Valley) — город, расположенный в округе Вентура (штат Калифорния, США) с населением 126 878 человек по статистическим данным переписи 2017 года.

## География
По данным Бюро переписи населения США Сими-Валли имеет общую площадь в 109,42 квадратного километра, из которых 107,433 кв. километра занимает земля и 1,986 кв. километра — вода. Площадь водных ресурсов составляет 1,8 % от всей его площади.
Город Сими-Валли расположен на высоте 243 метра над уровнем моря.

## Демография
| Год переписи                               | Нас.   |       | %±    |
| ------------------------------------------ | ------ | ----- | ----- |
| 1970                                       | 59832  |       | —     |
| 1980                                       | 77500  |       | 29,5% |
| 1990                                       | 100217 |       | 29,3% |
| 2000                                       | 111351 |       | 11,1% |
| 2010                                       | 124237 |       | 11,6% |
| 2017                                       | 126878 | [ 6 ] | 2,1%  |
| 1970–2017 Источники: 1970-1990, 2000, 2010 |        |       |       |

По данным переписи населения 2010 года в Сими-Валли проживало 124 237 человек, насчитывалось 41 237 домашних хозяйств. Средняя плотность населения составляла около 1157,8 человека на один квадратный километр.
Расовый состав города по данным переписи распределился следующим образом: 93 597 (75,3 %) — белых, 1739 (1,4 %) — чёрных или афроамериканцев, 11 555 (9,3 %) — азиатов, 761 (0,6 %) — коренных американцев, 178 (0,1 %) — выходцев с тихоокеанских островов, 10 685 (8,6 %) — других народностей, 5722 (4,6 %) — представителей смешанных рас. Испаноязычные или латиноамериканцы составили 23,3 % от всех жителей (28 938 человек).
Из 41 237 домашних хозяйств в 40,7 % — воспитывали детей в возрасте до 18 лет, 60,2 % представляли собой совместно проживающие супружеские пары, в 11,3 % семей женщины проживали без мужей, в 5,4 % семей мужчины проживали без жён, 23,1 % не имели семей. 17,2 % от общего числа семей на момент переписи жили самостоятельно, при этом 7,3 % составили одинокие пожилые люди в возрасте 65 лет и старше. Средний размер домашнего хозяйства составил 3 человека, а средний размер семьи — 3,33 человека.
Население по возрастному диапазону по данным переписи распределилось следующим образом: 31 036 человек (25 %) — жители младше 18 лет, 11 088 человек (8,9 %) — от 18 до 24 лет, 15 355 человек (12,4 %) — от 25 до 34 лет, 29 110 человек (23,4 %) — от 35 до 49 лет, 24 471 человек (19,7 %) — от 50 до 64 лет и 13 177 человек (10,6 %) — в возрасте 65 лет и старше. Средний возраст жителей составил 37,8 года. Женщины составили 50,9 % (63 194 человек), мужчины 49,1 % (61 043 человека).

## Достопримечательности
- Общественный парк «Корриганвилл» — бывшее «ранчо для съёмок[англ.]» «Корриганвилл»[англ.], принадлежавшее актёру Рэю Корригану[10][11]; бывшая трасса для мотогонок, принадлежавшая актёру Бобу Хоупу[12].